# Campo Charro

Municipalité de Salamanque

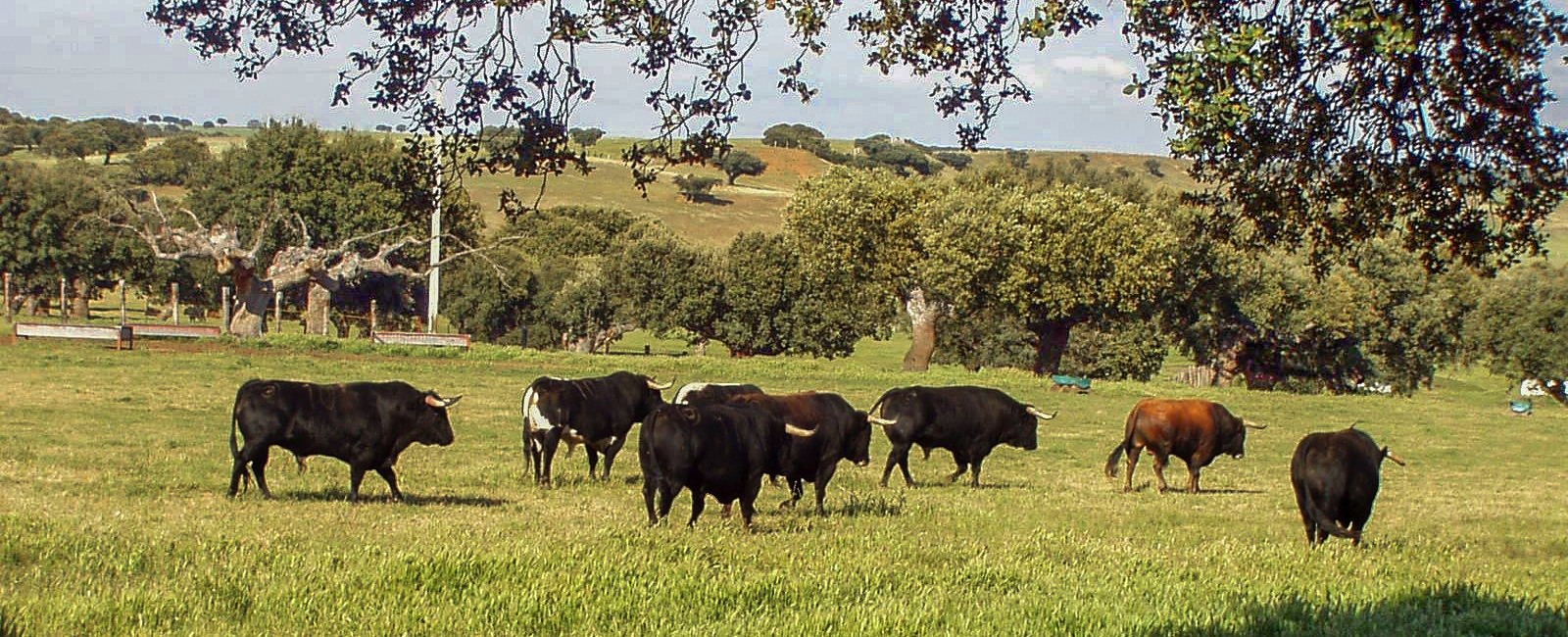
Taureaux de lidia en une dehesa.

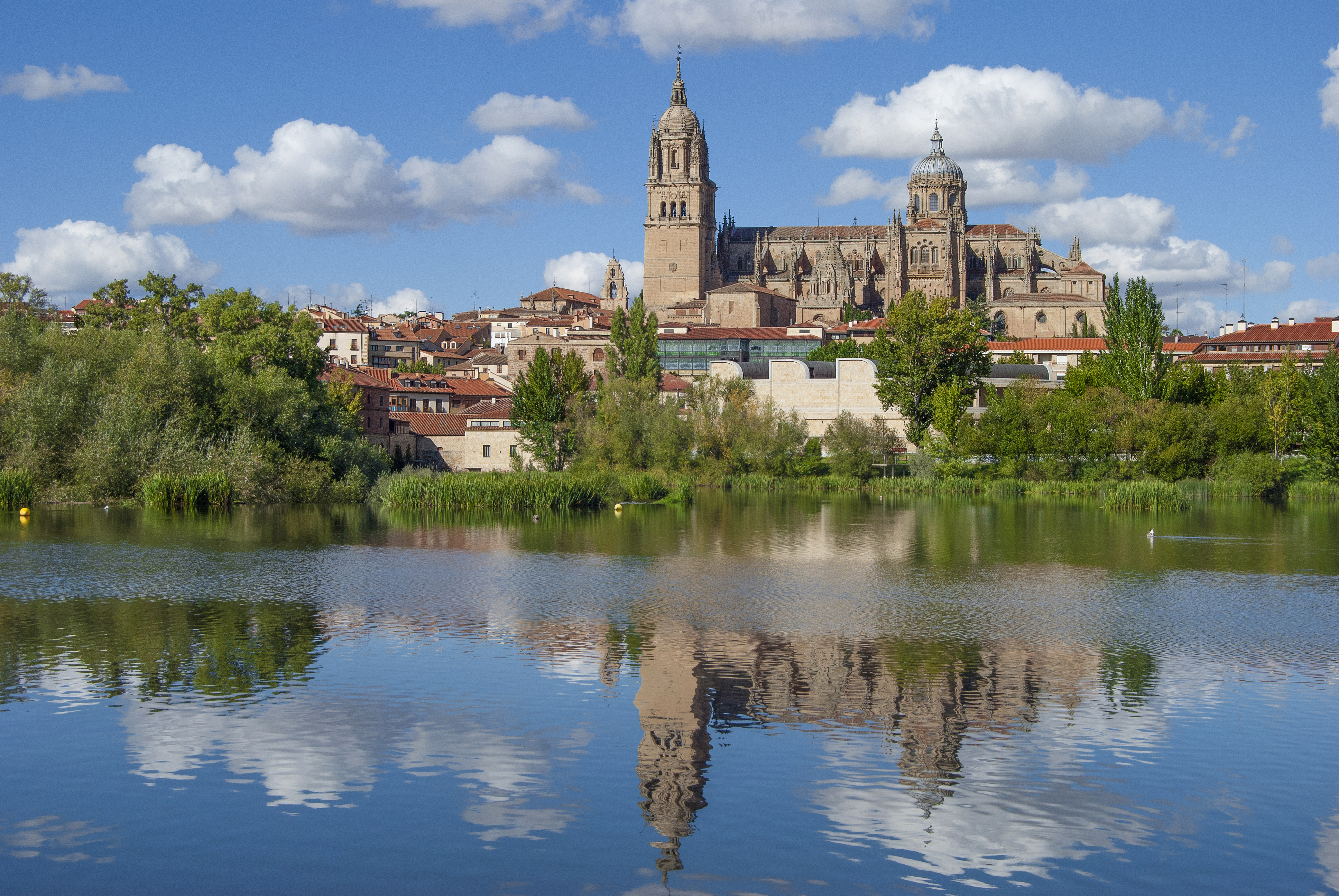
Cathédrales de Salamanque.

« Campo Charro », littéralement « terrain » ou « Champ Charro », est le nom sous lequel est connue une partie de la province de Salamanque, dans la communauté autonome de Castille-et-Léon, Espagne.
Il y a parfois confusion avec le terme « Campo de Salamanca », région située dans le centre de la Province de Salamanque. Historiquement les deux zones étaient les mêmes, mais avec le temps, le premier terme est  communément utilisé pour dénommer presque toute la province, tant et si bien qu'actuellement le terme salmantins, désignant les habitants de Salamanque, s'est transformé en synonyme de « Charro » .
Aujourd'hui, les « Charros » sont donc les Salmantins et tout ce qui provient de la région de Salamanque.
Au sens géographique, la forme la plus correcte est de parler de « Campo Charro » pour faire référence aux pâturages salmantins.
La partie occidentale du Tormes peut être divisée en trois grandes zones avec des caractéristiques bien différenciés comme des terrains, des zones d'habitations, des plaines.

## Étymologie
Le terme « charro » apparaît en 1627 comme synonyme de « grossier », « rustre », « villageois » ou de « mauvais goût ». Son origine peut provenir du mot de la langue basque txar, qui signifie « défectueux » ou « faible ». Actuellement, cette signification a été abandonnée pour se transformer en adjectif populaire de Campo Charro, comprenant la ville de Salamanque et la province de Salamanque.
« Charros » sont donc les salmantins et tout ce qui provient de la région de Salamanque.

## Géographie
Son paysage caractéristique est la dehesa, domaine foncier municipal formé de pâtures en sous-bois clairsemé avec des yeuses et des pâturages dans lequel abondent les mares et les petits ruisseaux. Ce sont des prés où l'on peut voir des taureaux de combat, des bovins de race espagnole dit « Morucha », ainsi que des porcs ibérique en train de pâturer librement entre les arbres. Quelques élevages des plus célèbres sont les taureaux de lidia, qui se trouvent sur ces terres.

## Culture

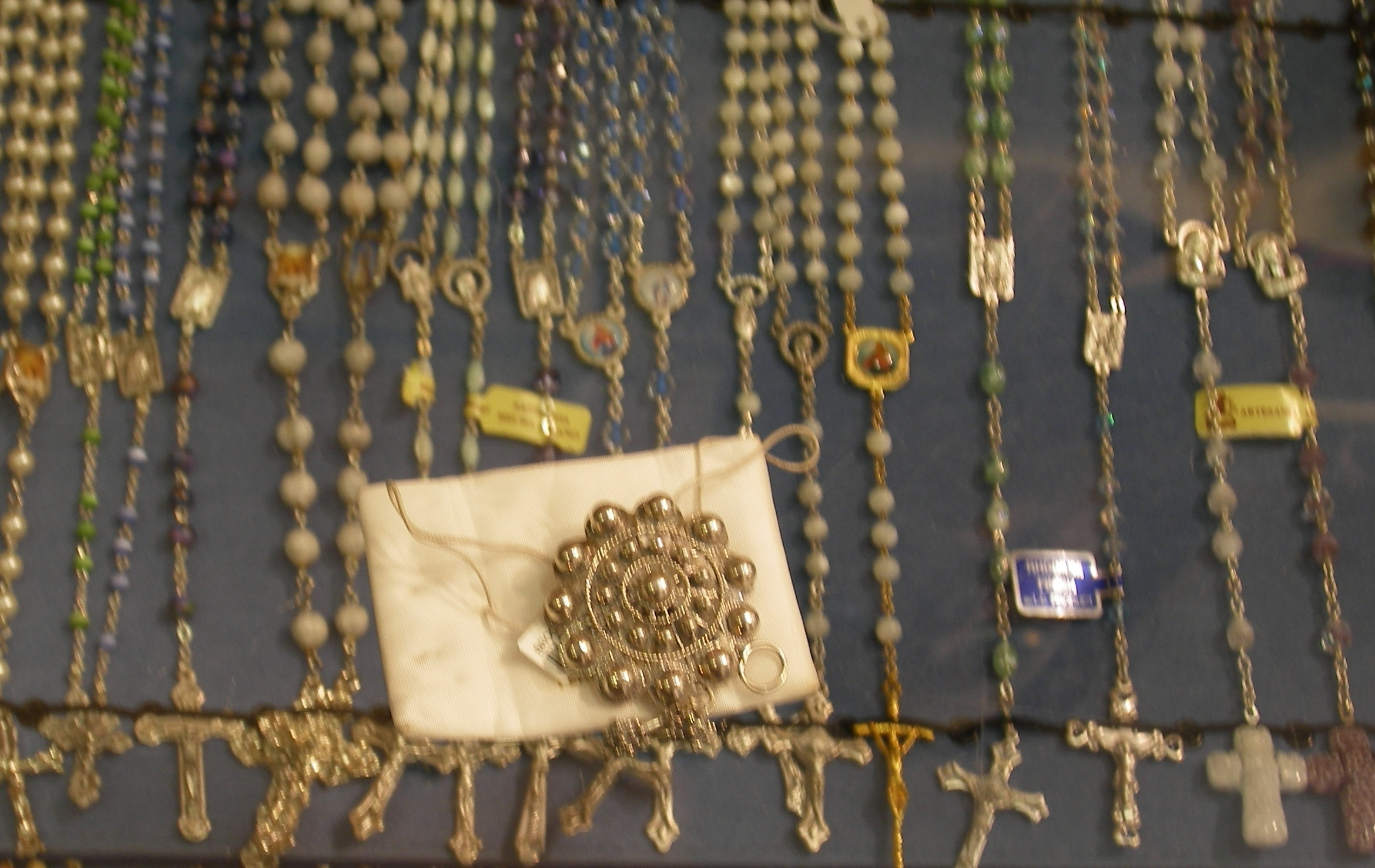
Un bouton charro exposé dans une vitrine d'une bijouterie de Salamanque (dessus de l'étoffe blanche).

### Bouton charro
Le bouton charro est un bijou appartenant au folklore traditionnel et populaire de la province de Salamanque. Il se porte comme un bouton sur le vêtement traditionnel appelé Charra. Avec le temps ce bouton a été converti en produit touristique de type souvenirs. Il se trouve facilement sous forme de porte-clé, ouvre-bouteille, serre-livre...
Les origines du bouton « charro » sont extrêmement obscures et l'explication difficile, en effet, diverses théories existent à ce sujet. De par sa forme traditionnelle, certains soutiennent qu'il est une déformation d'un disque solaire de caractère celtique, celtibères, qui a pu être utilisé comme un bibelot, ou  signe distinctif, ceci depuis l'époque du Grand Empire, durant le Ier siècle et IIe siècle.

## Municipalité de Salamanque
Le Campo de Salamanque (Campo Charro) est une comarque de la province de Salamanque, Castille-et-Léon, Espagne. Ses limites ne correspondent pas à une division administrative, mais à une démarcation historique traditionnelle et géographique.

La ville de Salamanque est la capitale de la Province. Ses limites géographies sont Tierra de Vitigudino, le Terroir de Ledesma et La Armuña au nord ; La Villas et le Terroir d'Aube à l'est ;  Entresierras, Salvatierra et la Sierra de la France au sud (contrefort du Système central dans la province de Salamanque), enfin le Campo de Yeltes à l'ouest
| Nord-ouest: Terroir de Vitigudino | Nord: Terroir de Ledesma | Nord-est: La Armuña et Les Villas    |
| Ouest: Campo del Yeltes           |                          | Est: Terroir d'Aube                  |
| Suroeste: Campo del Yeltes        | Sud: Sierra de France    | Sud-est: Entresierras et Salvatierra |

Elle comprend 42 communes: Aldeatejada, Aldehuela du Tour, Arapiles, Barbadillo, Barbalos, Berrocal de Huebra, Buenamadre, Calvarrasa d'En bas, Calvarrasa d'En dessus, Chaussée de Monsieur Diego, Canillas d'En bas, Carbajosa de la Sacrée, Carrascal de Barregas, Carrascal de l'Évêque, Doñinos de Salamanque, Le Pin de Tormes, Floride de Liébana, Galindo et Perahuy, Garcirrey, La Sacrée, Les Veguillas, Machacón, Matilla des Caños de la Rivière, Miranda de Azán, Monterrubio de la Sierra, Morille, Mozárbez, Narros de Matalayegua, Arrêt d'En dessus, Pelabravo, Pelarrodríguez, Robliza de Cojos, Salamanque, San Muñoz, Saint Pierre de Frottés, Sanchón de la Sacrée, Sainte Marta de Tormes, Tamames, Tejeda et Segoyuela, Voisins, Villagonzalo de Tormes et Villalba des Llanos. Muñoz appartient à cette comarque bien qu' actuellement elle est aussi comprise dans le territoire communal de la Source de San Esteban, appartenant au  Campo del Yeltes (Comarca de Ciudad Rodrigo).

### Histoire

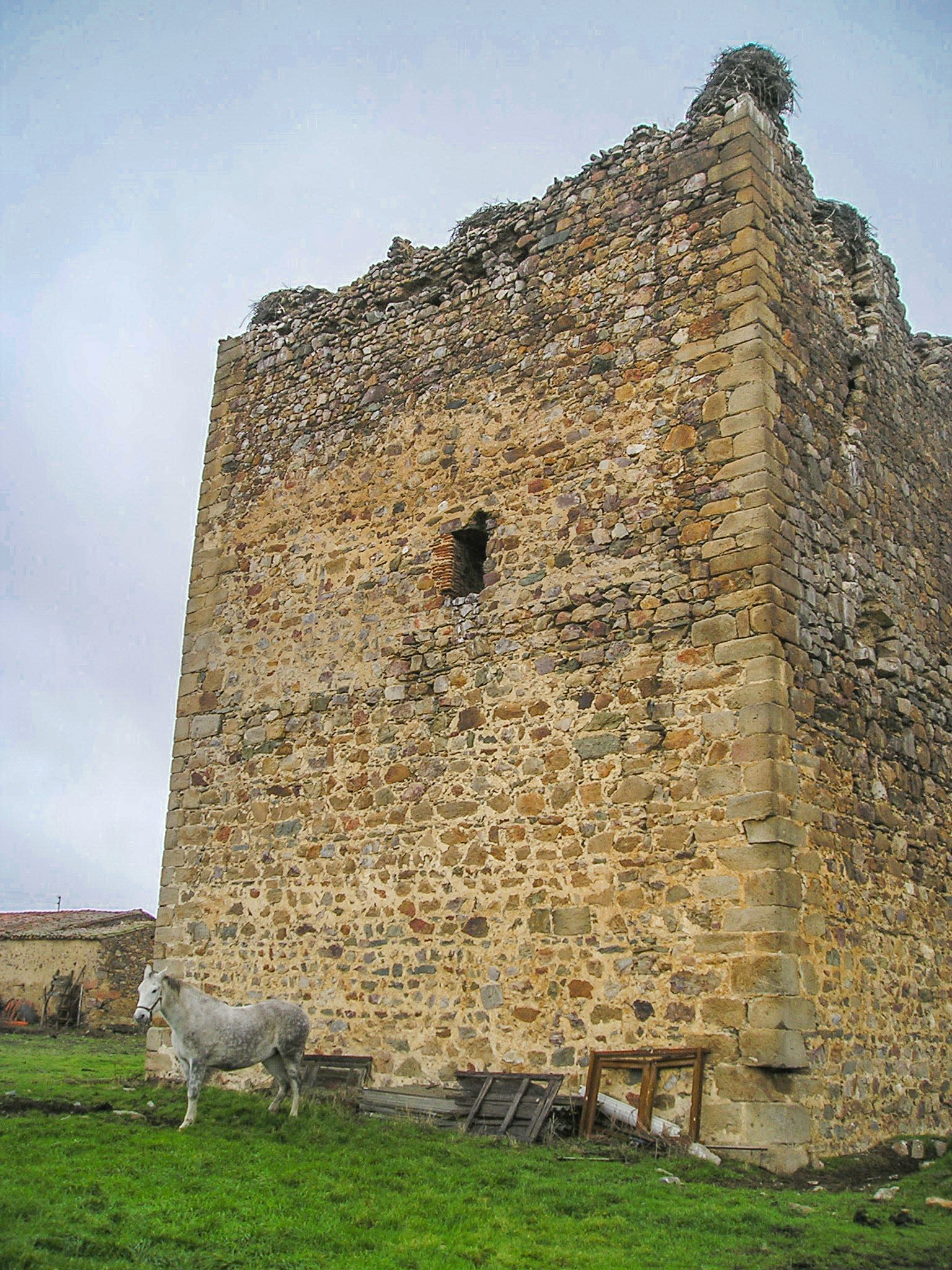
Tourelle de Tamames, érigé par Ramiro II de León au Xe siècle

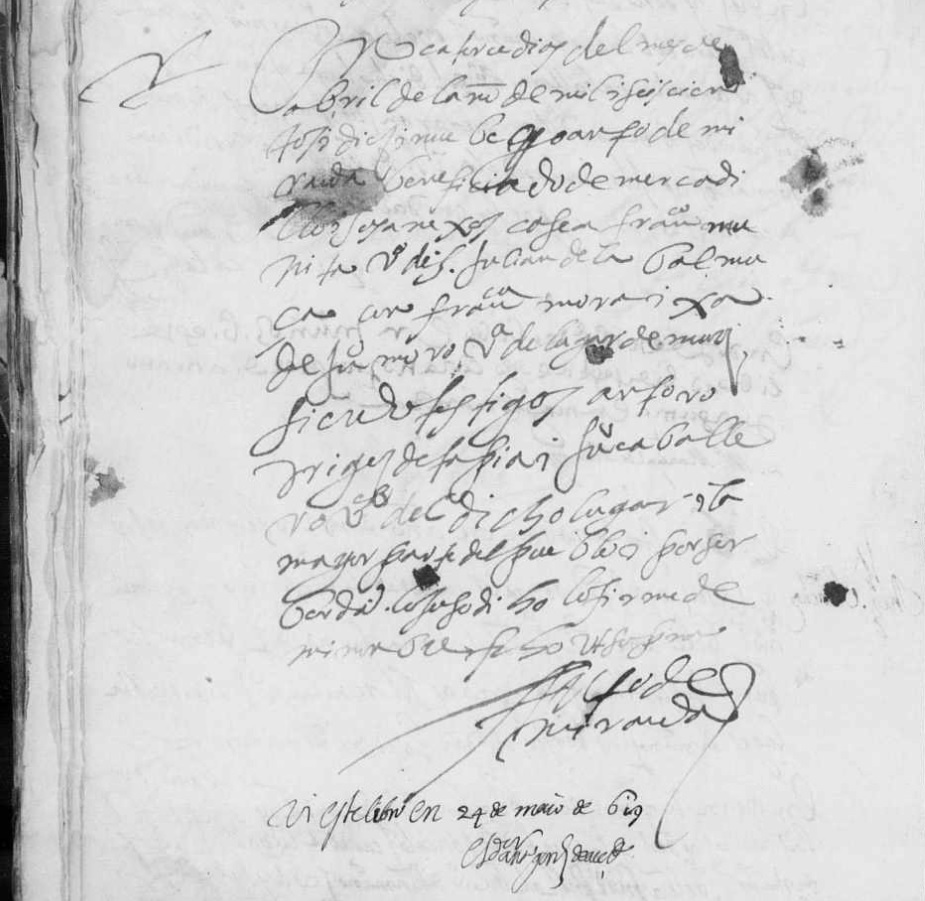
Acte matrimonial de 1619

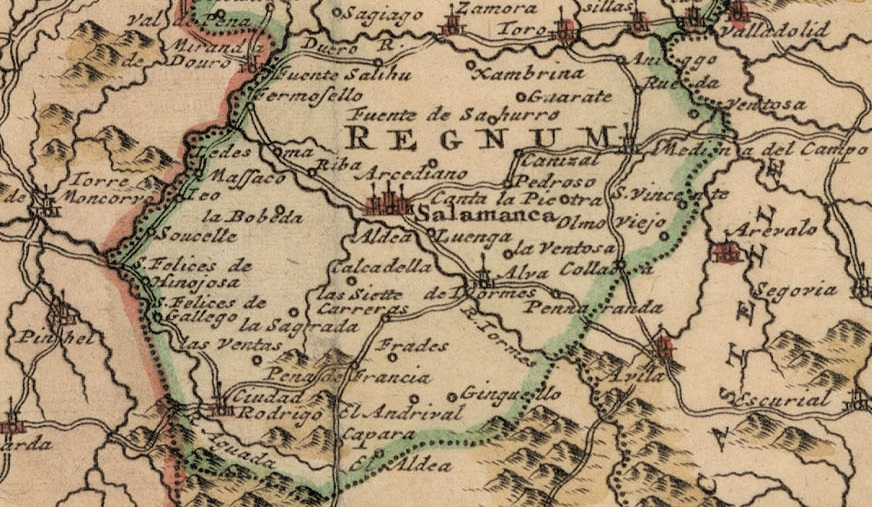
Détail de la carte « Nouvelle Carte d'Asturie, Galice et Leon, avec les grands chemins », de 1800, l'ondistingue La Sacrée ou la propre ville de Salamanque.

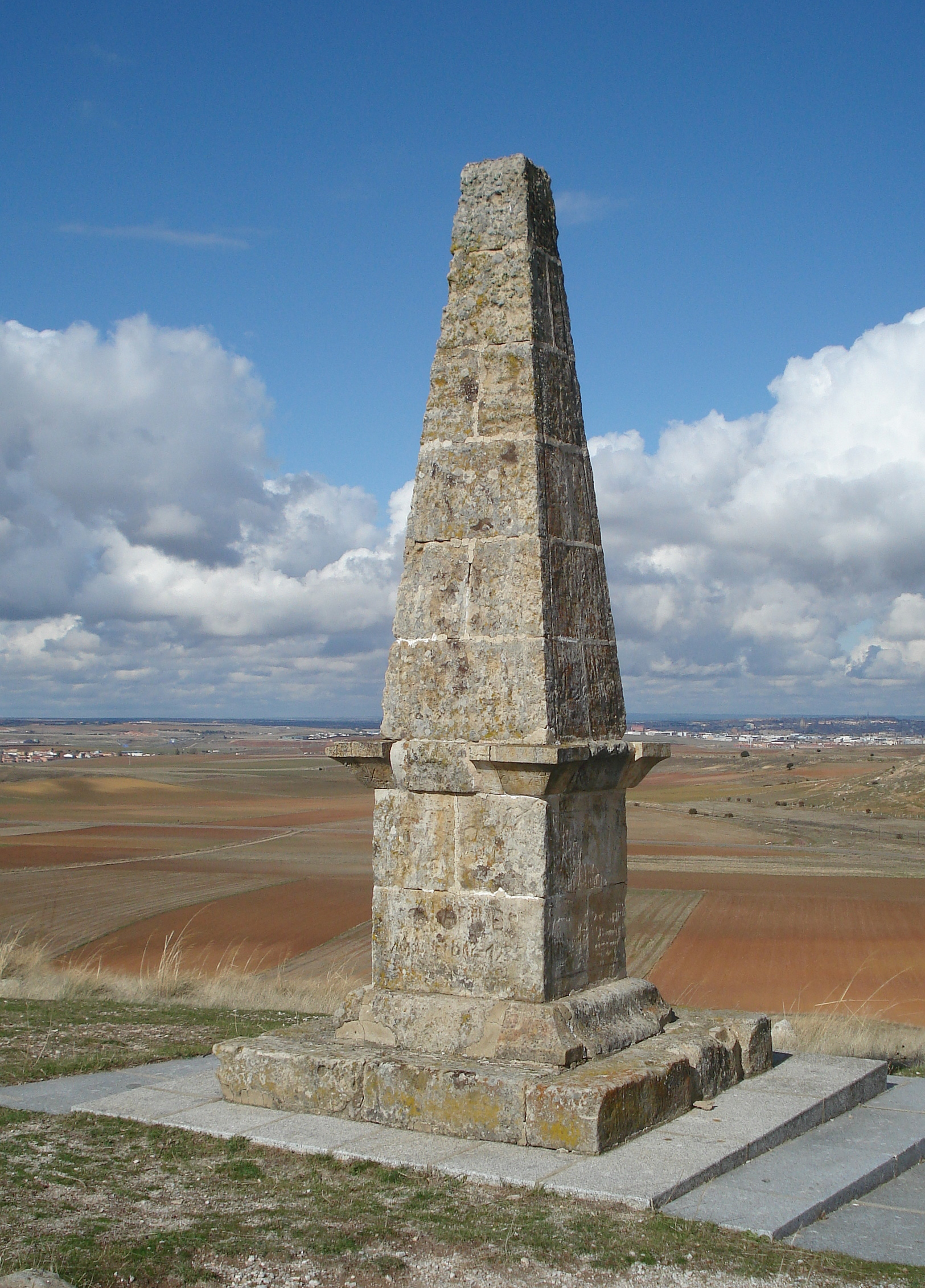
Monolithe commémoratif de la Bataille des Arapiles.

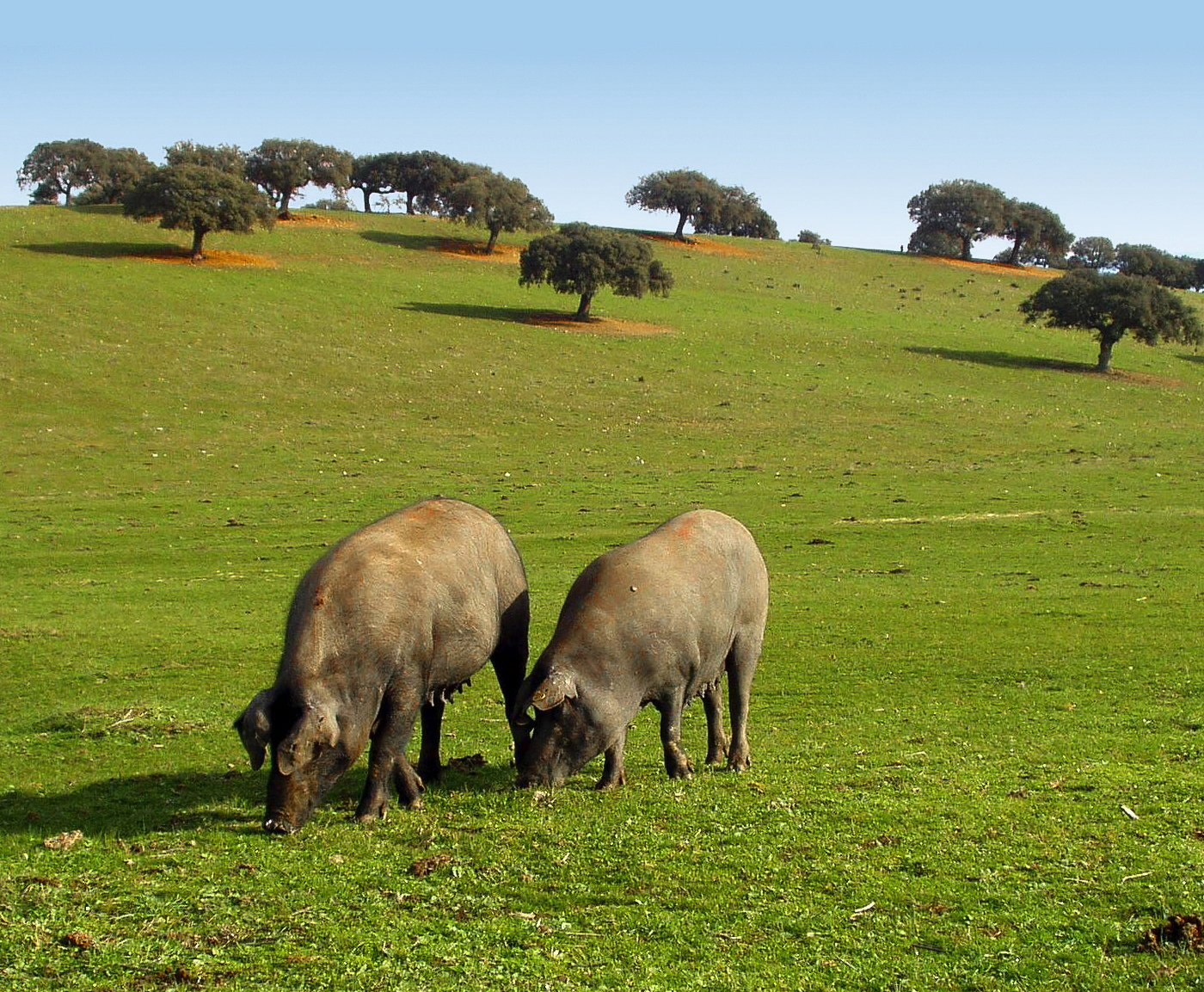
Porcs dans la campagne.

#### Préhistoire
Le premier vestige de vie dans la comarque se situe à l'ère Préhistorique, période à laquelle nous devons les constructions des monuments mégalithique funéraires de type dolmen, comme celui de Linejo (commune de Matilla des Caños de la Rivière).
Il est également démontré la présence d'au moins quatre monuments mégalithique sur la municipalité de Galindo et Perahuy, dont deux dolmens à San Benito de la Valmuza, La torecilla. D'autre part, les découvertes à Tamames d'outils de pierre taillé, situe la colonie humaine dans cette commune au Paléolithique inférieur. Il existe également des données sur la vie humaine dans le territoire aujourd'hui occupé par la commune de Sainte Marta de Tormes. Il a été localisé diverses colonies de la période Achelense (500 000 à 100 000 avant J.C) et de la période Musteriense (100 000 à 40 000 avant J.C).

#### Époque romaine
À l'époque romaine, l'on peut confirmer la présence de vie humaine dans la zone de Salmántica (actuelle Salamanque), ainsi que dans la zone rurale de la comarque. L'existence à San Julián de la Valmuza d'une importante villa romaine dans laquelle est encore conservé à ce jour des mosaïques, colonnes, sépulcres ou vases, confirme cette présence.

#### Moyen Âge
La fondation de la plupart des populations du Campo de Salamanque remonte aux repeuplement entrepris par les rois leoneses au Moyen Âge, lorsque la région était intégrée à la juridiction de Salamanque et du Royaume de León. Elle était divisée entre les chambres de Peña du Roi, Bains, La Corvacera et la Valdobla.

#### Époque moderne
Entre le 10 et le 13 novembre 1543, ont demeuré à Aldeatejada le futur roi Felipe II de l'Espagne et María Manuela du Portugal, qui ont célébré leur noce deux jours plus tard dans la ville de Salamanque.
Au XVIIe siècle, en l'an 1626, un événement tragique a secoué la partie nord du Campo de Salamanque, lors de la Crue de Sans Policarpo (débordement de la rivière Tormes). Cet évènement a détruit des parties riveraines, comme la ville de Salamanque (où sont mortes 142 personnes, et ont disparu plus d'un millier de bâtiments). A Aldeatejada, l'église a considérablement été affecté par ce désastre,.

#### Époque contemporaine
La Guerre d'indépendance, a eu dans la région un résultat décisif. Le 22 juillet 1812, dans les collines à proximité d'Arapiles, a eu lieu l'importante bataille d'Arapiles, dans laquelle les troupes alliées, espagnoles, anglaises et portugaises, commandées par le duc de Wellington, ont vaincu les français commandé par Auguste Marmont. Lors de cette bataille, le Général Wellington avait utilisé les édifications de San Julián de la Valmuza pour faire bloc. Préalablement à cette bataille, au mois d'octobre 1809, avait déjà eu lieu dans la partie sud de la comarque la bataille de Tamames.
Ultérieurement, avec la création des actuelles provinces en 1833, la région est restée encadrée intégralement dans la province de Salamanque, dans la Région Leonesa.
Plus tard, pendant la Guerre civile espagnole, l'aérodrome de San Fernando été actif dans la région. Il a servi au parti sublevado et a été abandonné à la fin de la guerre.
Durant la seconde moitié du XXe siècle, le 18 décembre 1965, a eu lieu l'accident ferroviaire le plus grave de la région, lorsque le train Sudexpreso reliant Irun à Lisbonne a percuté frontalement un omnibus postal. L'accident fit 34 morts et plus de 50 blessés,,,.

### Démographie
L'émigration massive dans les villes durant la fin du XXe siècle donne à tous les villages une similitude réduction de population.

### Transport
L'axe de communication le plus important est ce lui de la A-62 ou Route à quatre voies de Castille.